# Динкэ, Ион
Ион Динкэ (рум. Ion Dincă; 3 ноября 1928, Кобия, Дымбовица — 9 января 2007, Бухарест) — румынский политический, государственный, военный и партийный деятель, член Политисполкома ЦК РКП, крупный функционер режима Николае Чаушеску. Был военным советником Чаушеску, партийным куратором силовых структур, главой администрации Бухареста, заместителем премьер-министра СРР. Придерживался жёсткого политического курса. Осуждён после победы Румынской революции. Освобождён досрочно. Занимался бизнесом в структуре своего зятя.

## Происхождение
Родился в семье неграмотного разнорабочего. Начальную школу не смог окончить из-за ареста отца. С двенадцатилетнего возраста работал рассыльным и подсобником в магазине. В четырнадцать лет поступил учеником на завод Фэгэраше, приобрёл квалификацию слесаря.
В 1947 Ион Динкэ вступил в правящую Румынскую рабочую партию; с 1965 — Румынская коммунистическая партия (РКП). Окончил партийное Военно-политическое училище в Араде. В 1949 окончательно оставил завод, перейдя в партийный аппарат.

## Функционер режима РКП

### Военно-партийная карьера
В течение двадцати лет Ион Динкэ служил в партийно-политическом аппарате вооружённых сил РНР-СРР. Окончил две военные академии по курсам политического руководства и штабного командования. С 1961 — генерал-майор, с 1969 — генерал-лейтенант сухопутных войск. Особое внимание уделял мобилизационной системе и политическому контролю в армии.
В 1968 Ион Динкэ стал начальником армейского политуправления и советником генерального секретаря РКП, президента СРР Николае Чаушеску по военным вопросам. Постепенно он занял место прежнего доверенного куратора силовых структур Василе Патилинеца. В 1970 — заместитель премьер-министра СРР Иона Георге Маурера. С 1972 — член ЦК РКП. С 1973 по 1976 — первый секретарь Арджешского жудецкого комитета РКП.

### «Страшный мэр»
В 1976—1979 генерал Динкэ возглавлял партийную организацию и городскую администрацию Бухареста. Под его руководством реализовывалась программа сноса исторических зданий и возведение помпезных административных объектов, призванных увековечить «золотую эпоху Чаушеску».
Динкэ заработал в Бухаресте репутацию «страшного примара», державшего в кабинете пистолет на столе. Он лично наблюдал за сносом старых церквей и регламентировал порядок выхода на балконы.

### Te-leagă
В 1979—1980 Ион Динкэ занимал посты вице-премьера и министра промышленности в правительстве Илие Вердеца. В последних коммунистических правительствах Вердеца и Константина Дэскэлеску — 1980—1989 — Динкэ был первым вице-премьером. В его ведении находились министерство национальной обороны и МВД СРР. Состоял в высшем органе партийно-государственной власти — Политисполкоме ЦК РКП.
Должности генерала Динкэ формально не принадлежали к высшим в партийно-государственной иерархии. Тем не менее, на правах военного советника Динкэ являлся одним из ближайших подручных Николае Чаушеску. В последние годы режима он являлся партийно-правительственным куратором силовых структур, включая Секуритате. По своему политическому влиянию и властным полномочиям он значительно превосходил большинство членов Политисполкома и правительства, включая премьеров. Сравнимым весом обладали только Маня Мэнеску, Эмиль Бобу и Тудор Постелнику.
Динкэ выступал последовательным проводником сталинистской политики режима. Он вызывал опасения даже в высших слоях партийной элиты, где получил прозвище Te-leagă, переводимое, в частности, как Вы-арестованы. Отмечалось, что столь жёсткий и влиятельный деятель, как генерал Секуритате Николае Плешицэ, испытывал нервозность в контактах с Динкэ.

## Революция, арест и суд
17 декабря 1989 Ион Динкэ участвовал в заседании Политисполкома, на котором принималось решение о силовом подавлении протестов в Тимишоаре. В последующие дни Динкэ продолжал выступать за жёсткие меры, вплоть до огня на поражение. Наряду с Николае и Еленой Чаушеску, Мэнеску, Бобу и Постелнику, он считался главным виновником кровопролития.
После победы Румынской революции Ион Динкэ был арестован. В январе 1990 начался Процесс Политисполкома — суд над членами высшего руководства РКП. Производство в отношении Динкэ велось в рамках дела главных подсудимых — «группы 4». Динкэ, Постелнику, Бобу и Мэнеску обвинялись в геноциде; затем обвинение было переквалифицировано на убийства при отягчающих обстоятельствах. Им инкриминировалось соучастие в решении Чаушеску применить оружие против декабрьских революционных демонстраций и попытки силового подавления.
Военный судья Корнел Бэдойю, председательствовавший на процессе, отмечал, что из четырёх подсудимых только Динкэ держался с достоинством, не оправдывался, не стал подавать апелляцию. Динкэ подтвердил свою приверженность коммунистической идеологии. Он вновь в принципе одобрил меры подавления протестов, но признал, что они носили избыточный характер. Такая откровенность вызывала определённые симпатии суда и способствовала менее суровому приговору, нежели остальным — Динкэ получил не пожизненное заключение, а 15-летний срок.

## В новой Румынии
В 1994, после примерно пятилетнего заключения, Ион Динкэ был досрочно освобождён по амнистии — в связи с возрастом и состоянием здоровья.
Отмечалось, что после ареста в декабре 1989 года Ион Динкэ высказывал раскаяние за содеянное на службе у Чаушеску. Однако, выйдя из тюрьмы, он стал подчёркивать свои достижения коммунистического периода, особенно в хозяйственной сфере:

Я не ностальгирую по коммунизму. Но хочу сказать, что создал сотни экономических объектов.

Общаясь с прессой, Динкэ ставил риторические вопросы такого рода: предположим, все мы согласны с осуждением РКП, но кто выступает судьями? Будут ли они судить Иона Илиеску или Силвиу Брукана, которые в своё время были далеко не последними коммунистами? Особенно резко он критиковал президента Румынии Илиеску, пришедшего к власти в результате декабрьских событий 1989 года.

Это негодяй. Он был одним из нас, мы строили коммунизм вместе. Но я, вместе с другими моими коллегами, модернизировал страну. А Илиеску занимался пропагандой и политикой.

После освобождения Ион Динкэ работал менеджером в бизнес-структуре своего зятя, крупного предпринимателя Николае Бади. Являлся акционером бухарестского ФК «Динамо».
Умер Ион Динкэ от инсульта в возрасте 78 лет. Похоронен в Бухаресте на военном кладбище Ghencea Militar. В сообщениях о смерти отмечалась его роль в насаждении преступной системы.

## Семья
С 1957 Ион Динкэ был женат на Иоане Константинеску. Этот брак создавал для него определённые сложности — братья жены примыкали к Железной гвардии. Динкэ вынужден был давать партийным инстанциям объяснения по этому поводу. Он подчёркивал их принадлежность к малоимущим слоям, заслуги своей жены перед РКП и тот факт, что формальная принадлежность её братьев к фашистской организации не сопровождалась конкретными «враждебными проявлениями». Однако проблемы, связанные с «легионерскими связями» Иоаны, возникали неоднократно. Соответствующие доносы на Динкэ адресовались лично Георге Георгиу-Дежу.
В браке супруги Динкэ имели двух дочерей. Дойна Динкэ-Поповичу и Лилиана Динкэ-Бадя служили в контрразведке переводчицами с арабского. Обе они замужем за крупными румынскими бизнесменами.

## Интересные факты
По данным румынских СМИ, к ближайшему окружению Иона Динкэ принадлежал Думитру Бэсеску — отец президента Румынии в 2004—2014 годах Траяна Бэсеску. Утверждается, будто семья Бэсеску пользовалась покровительством Динкэ.
После смерти Василе Патилинеца, погибшего при неясных обстоятельствах в автокатастрофе в Турции, Ион Динкэ получил во владение его частный дом. После революции и ареста Динкэ этот дом перешёл к начальнику новой спецслужбы SRI Вирджилу Мэгуряну.
В тюрьме Ион Динкэ принципиально отращивал бороду, отказываясь её сбривать. К моменту освобождения «его белая борода достигла пояса».